# Puits du musée du Vieux Honfleur
Le puits du musée du Vieux Honfleur est un édifice situé à Honfleur, en France.

## Localisation
Le puits est situé dans le département français du Calvados.

## Architecture
L'édifice est classé au titre des monuments historiques depuis le 28 septembre 1932.